# ماري باستور
ماري باستور (بالفرنسية: Marie Pasteur)‏ (الإسم قبل الزواج: لوران، مواليد 15 يناير 1826 في كليرمون فيران، فرنسا - 28 سبتمبر 1910 في باريس) كيميائية، زوجة الكيميائي الفرنسي الشهير وعالم الأحياء الدقيقة لويس باستور ومساعدته.

## السيرة الذاتية
ماري باستور إحدى بنات عميد أكاديمية ستراسبورغ. تزوجت في ستراسبورغ في 29 مايو 1849، كان عمرها آنذاك 23 عاما من لويس باستور البالغ من العمر آنذاك 26 عاما.
عملت ماري كسكرتيرة وكاتبة علمية لزوجها كما شغلت منصب أمينه الخاص ومساعدته في تجاربة العلمية. كان لها دورا كبيرا في توسيع أبحاثه الأولى في عام 1848، المتعلقة بالملاحظات التي أدلى بها ميتشرليش سابقًا حول الخصائص البصرية المختلفة المتعلقة بالضوء المستقطب من حمض الطرطريك عندما تأتي من النبيذ الطبيعي أو المصنع في المختبر.
أقر طلاب وزملاء لويس باستور بأهمية دور ماري في حياة لويس العملية. كما قامت تربية دودة القز اللازمة لتجاربه مع أمراضهم كما اعتنت بالأطفال الذين جربوا علاجه التجريبي الشهير. انتقلت ماري مع لويس إلى مقره في معهد باستور واستمرت في العيش هناك حتى بعد وفاته.
في السنوات اللاحقة، تعاون كل من عالم البلورات والرياضيات والفيزيائي الشهير جان بابتيست بيو مع كلا من السيدة ماري باستور، والد لويس وجان جوزيف في تزويد لويس بالدعم المعنوي. فعلى سبيل المثال، في إحدى الرسائل التي كتبها بيو إلى والد لويس قال فيها:
«إن ابنك في مقام ابني ونحن نشارك ماري كل حبنا له أيضا».
اشترك الفيلسوف تشارلز شابويس في فريق الدعم الخاص بلويس أيضا.

## الحياة الشخصية

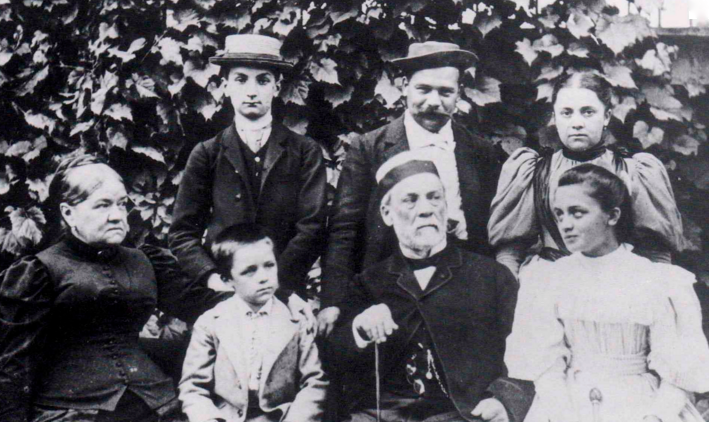
لويس باستور ورينيه فاليري رادوت وعائلاتهم

رزق الثنائي بخمس أطفال. توفيت ابنتهما الكبرى جان من حمى التيفوئيد في أربوا، كان عمرها آنذاك 9 أعوام فقط. توفي بعدها ابنها كاميل البالغ من العمر عامين فقط بسبب التيفوس أيضا، تلاه بعد ذلك سيسيل في عمر 12 عام في 23 مايو 1866. لم ينجو من المرض غير ماري لويز وجان بابتيست الذي شارك بعد ذلك في الحرب الفرنسية البروسية بين فرنسا وبروسيا.
دفنت ماري باستور في سرداب في معهد باستور.

## وصلات خارجية
- معهد باستور
- منظمة باستور